# 나 역시 울고 있어
〈나 역시 울고 있어〉(일본어: 僕だって泣いちゃうよ 보쿠다테나이차우요[*])는 일본의 여성 아이돌 그룹 NMB48의 19번째 싱글 앨범으로, 2018년 10월 17일 발매되었다.